# Billy Harper

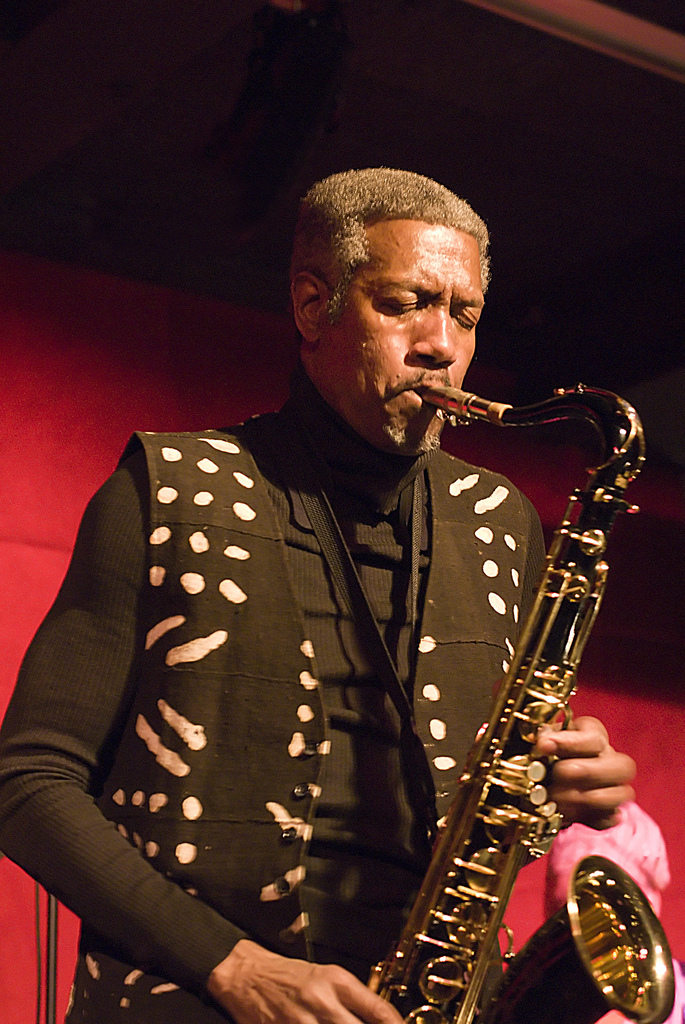
Billy Harper (2007)

Billy Harper (* 17. Januar 1943 in Houston, Texas) ist ein US-amerikanischer Jazz-Saxophonist, Bandleader und Musikpädagoge.

## Leben und Wirken
Harpers Kindheit war geprägt durch das Leben in der African Methodist Episcopal Church und ihrer Musik. Im Alter von vierzehn Jahren gründete er als Schüler der Evan E. Worthing High School sein erstes Jazzquintett. Er studierte 1961–65 Jazz an der North Texas State University und ging nach dem Abschluss 1966 nach New York City. Dort erregte er bald die Aufmerksamkeit von Jazzgrößen wie Max Roach, Thad Jones, Mel Lewis und Lee Morgan. Gil Evans engagierte ihn 1967 für seine Bigband, in der er u. a. an Evans’ Album Svengali mitwirkte; Art Blakey gewann ihn als Mitglied der von ihm geleiteten Jazz Messengers.
Mit diesen Bands und seinem eigenen Quintett mit Tenorsaxophon, Trompete und Rhythmusgruppe, mit dem er Musik in der Tradition von John Coltrane spielte, reiste er durch die Vereinigten Staaten, Europa, Japan und Afrika. Den großen internationalen Durchbruch brachte 1976 das Album Black Saint, es wurde von der Modern Jazz League of Tokyo als Jazz Record of the Year - Voice Grand Prix ausgezeichnet.
Harper tritt weiterhin international auf: auf dem Jazz Jamboree in Warschau lernte ihn der junge polnische Trompeter Piotr Wojtasik kennen, der später Mitglied seiner Band wurde. 2000 gab er ein Konzert in Gewandhaus in Leipzig. Daneben unterrichtet Harper an mehreren High Schools Improvisation und lehrt am Livingston College und der Rutgers University. Seit 2007 arbeitet er mit der All-Star-Formation The Cookers.

## Diskografische Hinweise
- Capra Black (Strata-East Records, 1973) mit Julian Priester, Billy Cobham
- Black Saint (Black Saint, 1975) mit Virgil Jones, Joe Bonner, David Friesen, Malcolm Pinson
- In Europe (Soul Note, 1979) mit Everett Hollins, Fred Hersch, Louis Spears, Horace Arnold
- Soran-Bushi, B.H. (Denon, 1977) mit Greg Maker, Billy Hart, Horacee Arnold, Harold Mabern, Everett Hollins
- Trying to Make Heaven My Home (MPS, 1979)
- Knowledge Of Self (Denon, 1979)
- The Believer (Baystate, 1980) mit Armen Donelian, Everett Hollins
- Destiny Is Yours (SteepleChase Records, 1989) mit Eddie Henderson, Francesca Tanksley, Clarence Seay, Newman Taylor Baker
- Live on Tour in the Far East, Vols. 1-3 (SteepleChase, 1991)  mit Eddie Henderson, Francesca Tanksley, Louis Spears, Newman Taylor Baker
- Jon & Billy (Storyville, 1992) mit Jon Faddis, George Mraz, Motohiko Hino, Cecil Bridgewater, Roland Hanna
- Somalia (Evidence 1993) mit Eddie Henderson, Francesca Tanksley, Louie Spears, Newman Taylor Baker, Horace Arnold
- If Out Hearts Could Only See (DIW Records, 1998) mit Francesca Tanskley, Clarence Seay, Newman Taylor Baker, Eddie Henderson
- Soul of an Angel (Metropolitan Records, 2000) mit Eddie Henderson, Francesca Tanksley, Clarence Seay, Newman Taylor Baker
- The Roots of the Blues (Universal Music France, 2013) mit Randy Weston

## Lexikalische Einträge
- Carlo Bohländer, Karl Heinz Holler, Christian Pfarr: Reclams Jazzführer. 5., durchgesehene und ergänzte Auflage. Reclam, Stuttgart 2000, ISBN 3-15-010464-5.
- Ian Carr, Brian Priestley, Digby Fairweather (Hrsg.): Rough Guide Jazz. ISBN 1-85828-137-7.
- Richard Cook, Brian Morton: The Penguin Guide of Jazz on CD. 6. Auflage. Penguin, London 2002, ISBN 0-14-051521-6.
- Leonard Feather, Ira Gitler: The Biographical Encyclopedia of Jazz. Oxford University Press, New York 1999, ISBN 0-19-532000-X.
- Martin Kunzler: Jazz-Lexikon. Band 1: A–L (= rororo-Sachbuch. Bd. 16512). 2. Auflage. Rowohlt, Reinbek bei Hamburg 2004, ISBN 3-499-16512-0.